# Lee Jye
Lee Jye (chinois traditionnel : 李傑 ; pinyin : Li Jie) est un homme politique taïwanais né le 6 juin 1940 à Tianjin. Il occupe notamment le poste de ministre de la Défense nationale.

## Biographie
Vers la fin de la guerre civile chinoise, sa famille et lui fuient vers Taïwan.
Il a d'abord rejoint le Kuomintang, alors au pouvoir, dans les premiers jours de sa carrière militaire, mais a par la suite été expulsé par ce même KMT, qui a perdu le pouvoir après l'élection présidentielle de 2000 pour se conformer aux ordres du président Chen Shui-bian de supprimer toutes les statues de Tchang Kaï-chek des bases militaires. Il cite : « Je vais obéir aux ordres du parti qui est au pouvoir » et « Si le Kuomintang détient le pouvoir une autre fois, ils peuvent remettre les statues s'ils le souhaitent. »
Lee Jye a été à la tête du ministère de la Défense nationale et fut amiral dans la Marine de la république de Chine.